# 高郢
高 郢（こう えい、740年 - 811年）は、唐代の官僚・政治家。字は公楚。本貫は衛州。

## 経歴
9歳で『春秋』に通じ、文章を作ることができた。至徳元載（756年）、安禄山の反乱軍が長安を占領した。父の高伯祥は好畤県尉であったが、反乱に抵抗したため、処刑されそうになった。ときに高郢は数え15歳であったが、髪をほどいて衣を解き、その父に代わって処刑されたいと願い出た。反乱軍はその孝義に感服して、父子ともに釈放した。後に高郢は進士に及第した。制挙に応じ、茂才異行科に登第した。華陰県尉に任じられた。魯の礼楽を天子の礼楽に用いるのは理屈に合わないとして、『春秋公羊伝』を引いて、『魯議』を著し、当時に称賛を受けた。これにより咸陽県尉に任じられた。
郭子儀が朔方節度使となると、高郢は召し出されて掌書記となった。あるとき郭子儀が従事の張曇に怒って、これを殺そうとした。高郢はこれを救うために争議し、郭子儀の意志に逆らったため、猗氏県丞に左遷された。李懐光が邠寧節度使となると、高郢はその下で従事となった。官を重ねて副元帥判官・検校礼部郎中に転じた。建中4年（783年）、李懐光が反乱を起こし、河中府に帰ろうとすると、高郢は徳宗を迎え入れて忠義を示すことを勧めたが、李懐光は聞き入れなかった。李懐光は河中府に帰ると、軍総勢を挙げて西に向かわせようとした。ときに渾瑊の軍が孤立しており、官軍も集結していなかった。高郢は李鄘とともに決死の覚悟で李懐光を説得して、河中府にとどめた。高郢は李懐光の長男の李琟に順逆を説いて脅した。興元元年（784年）春、高郢は都知兵馬使の呂鳴岳や都虞候の張延英とともに朝廷に帰順しようと図った。事が漏れて、呂鳴岳と張延英は李懐光に斬られた。李懐光は将兵を集めて、高郢を引き立てて詰問した。高郢の抗弁は抜きんでており、恥じ隠すところもなかったので、見る者の涙を誘い、李懐光も殺すのを取りやめた。徳宗は長安に帰ると、諫議大夫の孔巣父と宦官の啖守盈に命じて河中府に赴かせ、李懐光を太保に任じて懐柔しようとした。しかし李懐光は怒って、孔巣父と啖守盈を殺させた。孔巣父が刃を受けて地に斃れると、高郢はこれを撫でさすった。貞元元年（785年）、李懐光が自殺すると、高郢は馬燧に召し出されて掌書記となった。
ほどなく高郢は長安に召還されて、主客員外郎に任じられた。刑部郎中となり、中書舎人に転じた。およそ9年して、礼部侍郎に任じられた。太常寺卿に任じられた。貞元19年（803年）冬、銀青光禄大夫の位に進み、中書侍郎・同中書門下平章事となった。貞元21年（805年）、順宗が即位すると、高郢は刑部尚書に転じた。韋執誼らに敬遠され、ほどなく知政事を罷免された。刑部尚書のまま判吏部尚書事をつとめた。10月、華州刺史・潼関防禦・鎮国軍使として出向した。
元和元年（806年）冬、再び太常寺卿に任じられた。元和3年（808年）、御史大夫となった。元和4年（809年）、兵部尚書に転じた。翌月、引退を願い出たが、許されなかった。元和5年（810年）、尚書右僕射に任じられて、致仕した。元和6年（811年）7月、死去した。享年は72。太子太保の位を追贈された。諡は貞といった。
子の高定が後を嗣いだ。

## 伝記資料
- 『旧唐書』巻147 列伝第97
- 『新唐書』巻165 列伝第90